# Distribución de Fréchet

La distribución de Fréchet es un caso especial de la distribución de valores extremos generalizada. Su función de distribución es 
 donde α > 0 es el parámetro de forma. Puede generalizarse para incluir un parámetro de localización m y escala s > 0 quedando entonces de la forma 
{\displaystyle Pr(X\leq x)=e^{-\left({\frac {x-m}{s}}\right)^{-\alpha }}{\text{ if }}x>m.}
Recibe su nombre de Maurice Fréchet, que escribió un artículo relacionado con ella en 1927. También trabajaron con ella Fisher y Tippett en 1928 y Gumbel en 1958.

## Aplicación

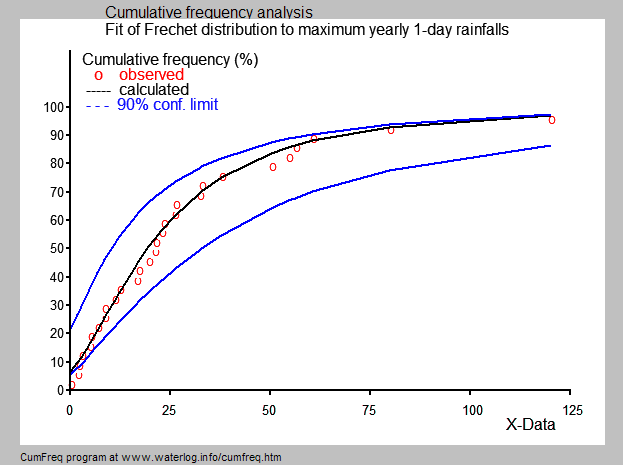
Aplicación de la distribución de probabilidad acumulada de Fréchet a lluvias diárias máximas.

- En hidrología, se utiliza la distribución de Fréchet para analizar variables aleatorias  como valores máximos de la precipitación y la descarga de ríos,[2] y además para describir épocas de sequía.[3]

La imagen azul ilustra un ejemplo de ajuste de la distribución de Fréchet a lluvias máximas diarias ordenadas, mostrando también la franja de 90% de confianza, basada en la distribución binomial.
Las observaciones presentan los  marcadores de posición, como parte del análisis de frecuencia acumulada.

## Publicaciones
- Fréchet, M., (1927). "Sur la loi de probabilité de l'écart maximum." Ann. Soc. Polon. Math. 6, 93.
- Fisher, R.A., Tippett, L.H.C., (1928). "Limiting forms of the frequency distribution of the largest and smallest member of a sample." Proc. Cambridge Philosophical Society 24:180-190.
- Gumbel, E.J. (1958). "Statistics of Extremes." Columbia University Press, New York.

- Datos: Q923006
- Multimedia: Fréchet distribution / Q923006